# Anita Loorbach
Anita Loorbach (Sappemeer, 25 december 1964) is een Nederlands oud-langebaanschaatsster. Zij was gespecialiseerd in de sprintafstanden 500 en 1000 meter.
Anita Loorbach behoorde eind jaren 80 begin jaren 90 tot de top van het Nederlandse schaatsen op de sprintafstanden. Zij bereikte vijfmaal het podium op een NK Afstanden (2 x zilver en 3 x brons) en driemaal mocht ze op het eindpodium staan bij een NK Sprint (2 x zilver en 1 x brons). Alle acht keer dat Loorbach op het ereschavot stond, stond Christine Aaftink op de hoogste trede.
Aan het WK Sprint heeft Loorbach viermaal deelgenomen. Bij de editie van 1991 in Inzell zette zij haar beste prestatie neer door 13e te worden in het eindklassement, waarbij zij op twee afstanden in de top 10 belandde. Loorbach behaalde nooit het podium tijdens een wereldbekerwedstrijd. Wel werd ze eenmaal vierde op een 500 meter in 1990. Het jaar waarin ze ook het hoogst eindigde in het eindklassement van een wereldbeker. De vierde plaats was slechts één plek hoger dan de positie waarop zij eindigde in haar allereerste wereldbeker in december 1986 in Assen.
Een aantal malen was zij deelnemer aan het IJsgala te Heerenveen. Het IJsgala was een jaarlijks evenement ter promotie van de sport aan het einde van het schaatsseizoen. Hieraan deden Nationale en Internationale schaatstoppers mee.
In 1991 versloeg zij Bonnie Blair tijdens dit gala. Ze reden de incourante afstanden 100, 300 en 700 meter.
In haar laatste seizoen (1994-1995) werd zij Nederlands kampioen op de 100 en 300 meter te Den Haag. Tevens werd zij Nederlands supersprint kampioene te Alkmaar.
Tegenwoordig is zij een fanatieke golfster.

## Persoonlijke records
| Afstand    | Tijd    | Datum            | Baan      |
| ---------- | ------- | ---------------- | --------- |
| 500 meter  | 40,8    | 9 februari 1990  | Calgary   |
| 1000 meter | 1.22,9  | 9 februari 1990  | Calgary   |
| 1500 meter | 2.15,16 | 5 januari 1991   | Inzell    |
| 3000 meter | 5.00,00 | 26 december 1985 | Innsbruck |
| 5000 meter | 8.48,3  | 17 november 1985 | Groningen |

## Resultaten
| jaar | NK Afstanden            | NK Sprint | Wereldbeker        | WK Sprint |
| ---- | ----------------------- | --------- | ------------------ | --------- |
| 1985 |                         | 20e       |                    |           |
| 1986 |                         | 12e       |                    |           |
| 1987 | 4e 500m 12e 1000m       | 5e        | 19e 500m 26e 1000m |           |
| 1988 |                         | 5e        |                    |           |
| 1989 | 9e 500m 9e 1000m        | Zilver    | 32e 500m 41e 1000m | 21e       |
| 1990 | 4e 500m · 1000m         | Brons     | 6e 500m 9e 1000m   | 16e       |
| 1991 | 500m · 1000m · 7e 1500m | 4e        | 16e 500m 16e 1000m | 13e       |
| 1992 | 500m · 5e 1000m         | Zilver    | 15e 500m 15e 1000m | 16e       |
| 1993 | 4e 500m 8e 1000m        | 5e        |                    |           |
| 1994 | 6e 500m 6e 1000m        | DQ2       |                    |           |
| 1995 | 500m · 4e 1000m         | 9e        |                    |           |

### Medaillespiegel
| Kampioenschap | Goud · | Zilver · | Brons · |
| ------------- | ------ | -------- | ------- |
| NK Afstanden  | 0      | 2        | 3       |
| NK Sprint     | 0      | 2        | 1       |
| Wereldbeker   | 0      | 0        | 0       |
| WK Sprint     | 0      | 0        | 0       |